# الونز، الپس-دو-ات-پروونس
الونز، الپس-دو-ات-پروونس (به فرانسوی: Allons, Alpes-de-Haute-Provence) یک کمون در فرانسه است که در Canton of Saint-André-les-Alpes واقع شده‌است.

## خصوصیات
الونز ۴۱٫۷۱ کیلومترمربع مساحت و ۱۳۵ نفر جمعیت دارد و ۱٬۰۷۳ متر بالاتر از سطح دریا واقع شده‌است.